# Pygmalion (Rousseau)

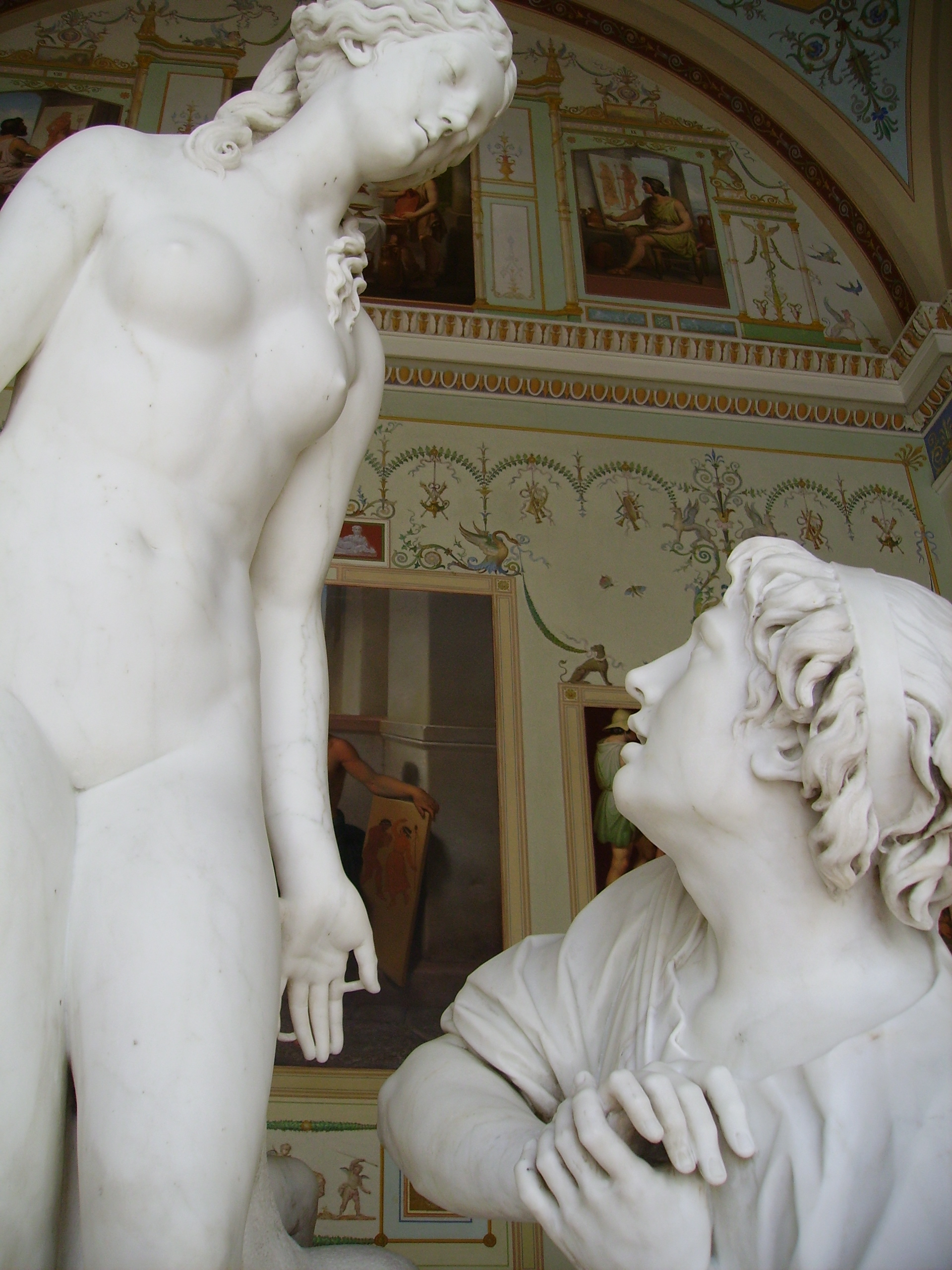
Pygmalion door Étienne-Maurice Falconet

Pygmalion is een van de meest succesvolle dramatische werken van Jean-Jacques Rousseau, naast zijn opera Le devin du village. Hij schreef het stuk in 1762.

## Beschrijving
Hoewel Pygmalion tegenwoordig nauwelijks meer wordt opgevoerd, was het indertijd een van de eerste echte melodrama's (een stuk bestaande uit mimegebaren en gesproken woord, met muzikale begeleiding). Het stuk was opgebouwd uit gesproken monodrama met instrumentale muzikale interludes; dit was indertijd een nieuw genre in het theater, met name in de gebieden van Europa waar Duits gesproken werd. Rousseau schreef het stuk in 1762, met muziek van Horace Coignet. Het werd voor het eerst opgevoerd in Hôtel de Ville in 1770. Het werk wordt beschouwd als een keerpunt voor Rousseau, die datzelfde jaar ook Het maatschappelijk verdrag schreef.
Rousseau schreef de tekst waarschijnlijk in 1762 maar aarzelde om het uit te geven, met name doordat hij problemen had met het schrijven van de muziek. De handelaar en amateurcomponist Horace Coignet stelde Rousseau in staat Pygmalion voor het publiek vrij te geven door er een partituur en een ouverture voor te schrijven; het gehele werk werd door amateurs opgevoerd in salons van het stadhuis van Lyon. Net zoals bij zijn eenakteropera Le devin du village werd Pygmalion voor het eerst publiekelijk opgevoerd in het Théâtre de la foire in Parijs.

## Symboliek
Het verhaal van de beeldhouwer Pygmalion, die een ongelukkige liefde opvatte voor een van zijn eigen beelden, totdat de godin Venus medelijden met hem kreeg en het beeld tot leven bracht, was afkomstig uit de Metamorfosen van Ovidius. Deze mythe bleef een taboe tijdens de middeleeuwen, toen afgoden verboden waren. Tijdens de renaissance werd het verhaal echter in diverse vormen weergegeven en in de barokperiode gebruikt in diverse balletten. Al deze kunstvormen lieten de onmogelijkheid en hulpeloosheid zien van pogingen om het standbeeld tot leven te brengen en de uiteindelijke oplossing van het probleem door de goddelijke genade, waardoor Pygmalion een belangrijk symbool werd van de vanitas.
Rousseau's versie was de eerste waarbij Pygmalion zijn standbeeld tot leven bracht zonder goddelijke hulp. Galathée kwam tot leven met de laatste bewerking van de beeldhouwer, begon te spreken en herkende haar maker als haar spiegelbeeld. Zij raakte zichzelf aan en zei: ik; dan raakte zij een ander beeld aan en zei: niet ik en uiteindelijk Pygmalion en zei: opnieuw ik. Deze dialoog met haar spiegelbeeld liet het vanitasmotief zien. Pygmalion werd hier afgebeeld als iemand die eerder eeuwige trouw beloofde aan zijn beeld dan als een verzamelaar van beelden van vrouwen. In de opera Pigmalion van Jean-Philippe Rameau werd het belangrijkste karakter afgespiegeld als de ontrouwe minnaar, waardoor Pygmalion vaak werd weergegeven als een vrouwenhater. In de opera werd het standbeeld niet tot leven gebracht door de beeldhouwer maar met de hulp van Cupido.
Projet concernant de nouveaux signes pour la musique · Dissertation sur la musique moderne  · Discours sur les sciences et les arts · Discours sur la vertu du héros · Le devin du village · Narcisse ou l'Amant de lui-même · Discours sur l'origine et les fondements de l'inégalité parmi les hommes · Examen de deux principes avancés par M. Rameau · Jugement du Projet de paix perpétuelle de Monsieur l'Abbé de Saint-Pierre · Lettres morales, écrites entre 1757 et 1758, publication posthume en 1888 · Lettre sur la providence · J.-J. Rousseau, Citoyen de Genève, à M. d'Alembert sur les spectacles · Julie, ou la nouvelle Héloïse · Émile, ou De l'éducation, dans lequel est inclus La profession de foi du vicaire savoyard au livre IV · Du contrat social · Lettres écrites de la montagne · Lettres sur la législation de la Corse · Considérations sur le gouvernement de Pologne · Pygmalion · Essai sur l'origine des langues · Projet de constitution pour la Corse · Edictionnaire de musique · Les Confessions · Dialogues, Rousseau juge de Jean-Jacques · Les Rêveries du promeneur solitaire · Émile et Sophie, ou les Solitaires